# La Porfia Lake
La Porfia Lake är en sjö i Bolivia.   Den ligger i departementet Beni, i den norra delen av landet, 700 km norr om huvudstaden Sucre. La Porfia Lake ligger 148 meter över havet. Arean är 59 kvadratkilometer. Den sträcker sig 9,6 kilometer i nord-sydlig riktning, och 9,6 kilometer i öst-västlig riktning.
Trakten runt La Porfia Lake är nära nog obefolkad, med mindre än två invånare per kvadratkilometer.